# Key finder
Key Finders, được biết đến như một thiết bị tìm kiếm hoặc định vị điện tử, chính là những thiết bị điện tử kích thước nhỏ dùng để tìm kiếm dựa trên định vị địa điểm. Mục đích của Key finder là để tiết kiệm thời gian tìm kiếm chìa khóa hay các vật dụng cá nhân. Một số Key finder kêu tiếng beep để thông báo.

## Sản phẩm Key finder thế hệ đầu tiên
Sản phẩm key finders thế hệ đầu tiên được thiết kế dựa trên cơ sở nhận biết âm thanh khi nghe thấy 1 tiếng vỗ tay hoặc tiếng huýt sáo sau đó chúng kêu tiếng beep để người sử dụng có thể tìm thấy chúng. Việc xác định đâu là tiếng vỗ tay hay tiếng sáo có vẻ khó khăn, dẫn đến hiệu suất kém và báo động sai. Chính vì chất lượng kém và chưa thực tế, những sản phẩm key finder này đã nhanh chóng bị loại bỏ và trở nên kém phổ biến.

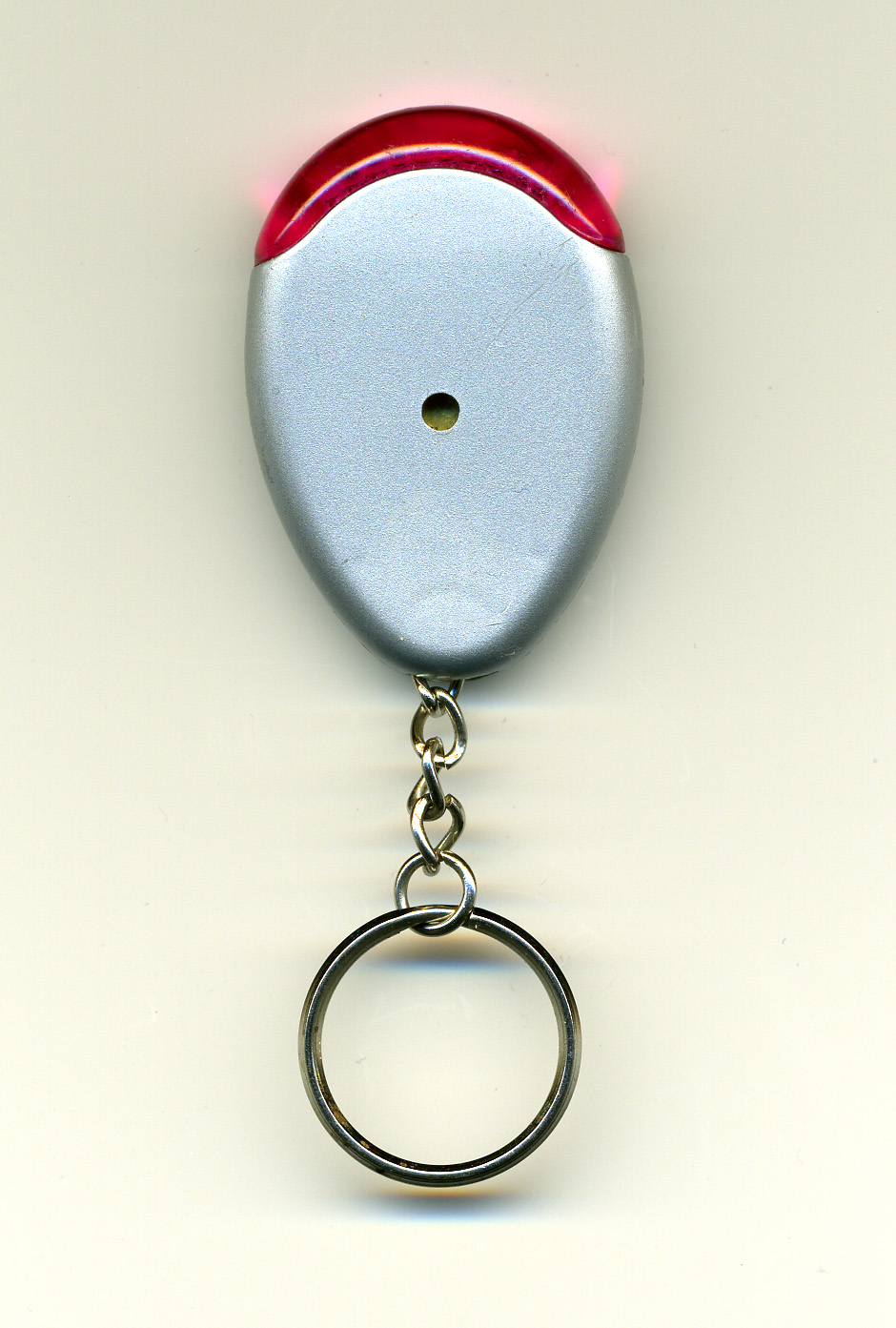
keyfinder huýt sáo
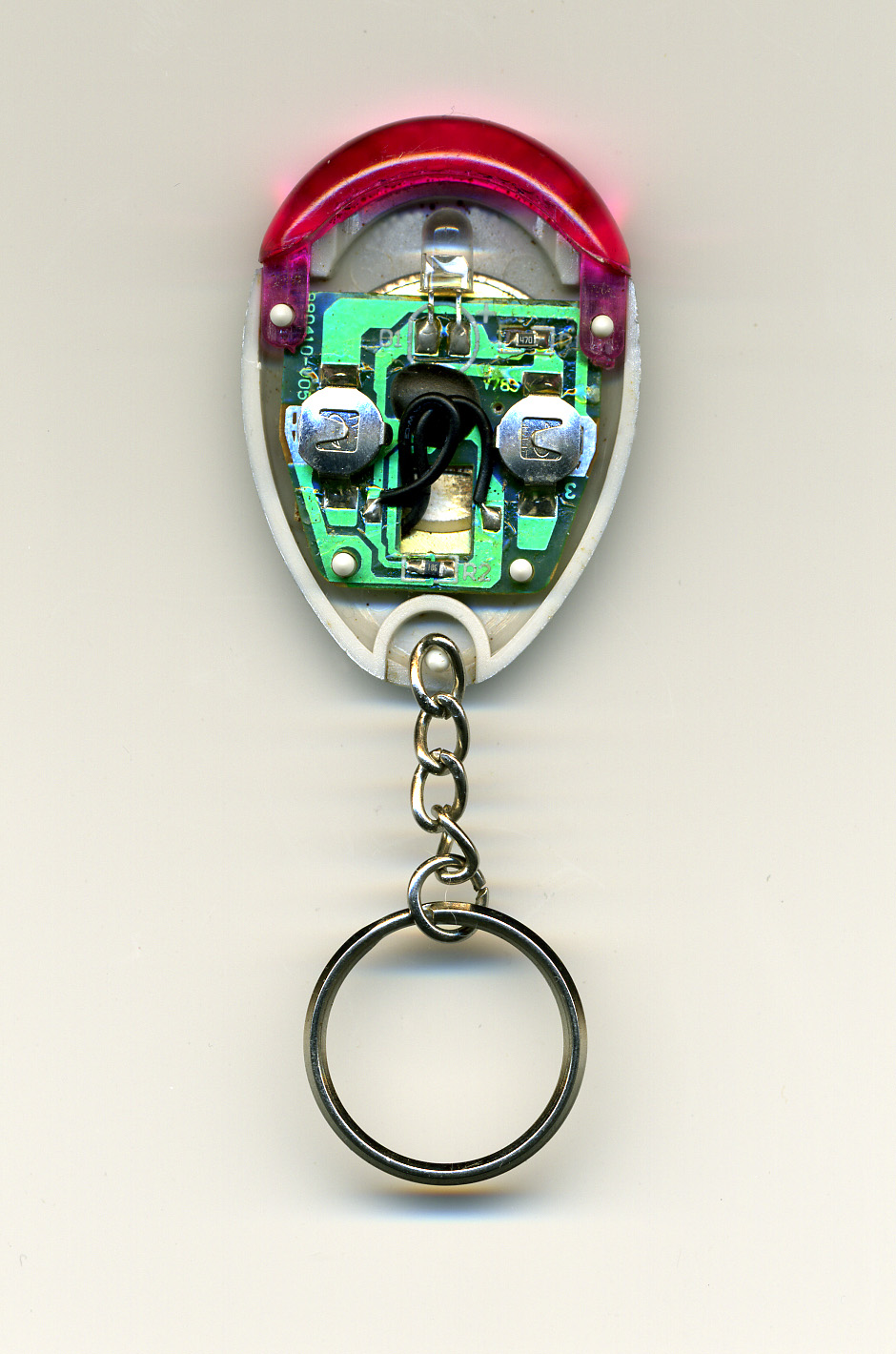
keyfinder thế hệ 1

## Sản phẩm Key Finders thế hệ thứ 2
Sản phẩm Key finders thế hệ thứ hai loại bỏ các lỗi như cảnh báo sai, một số có tuổi thọ pin dài hơn. Vì thiết bị này trở nên nhỏ hơn và rẻ hơn, người dùng đã có thể sử dụng trong thực tế khi trang bị cho vật dụng 1 máy thu nhỏ. Một máy phát thẻ tín dụng được sử dụng để kích hoạt máy thu. Tất cả các Key finder phải lắng nghe để tìm kiếm nguồn phát truyền dẫn,và dẫn đến việc phải thay pin trong khoảng từ 3 tháng đến 1 năm. Một số nhà phân phối cung cấp dịch vụ hoàn trả chìa khóa có tính phí, giúp hoàn trả lại chìa khóa mà khách hàng làm mất trên taxi, xe buýt hoặc những địa điểm công cộng khác, cung cấp cho khách hàng chi tiết về địa điểm của nó. Thẻ truyền phát tín hiệu cũng giúp cung cấp thông tin để giúp người sở hữu hợp pháp tìm lại được thẻ.

## Sản phẩm Key Finders thế hệ thứ 3
Sản phẩm Key finder thế hệ thứ 3 mới nhất không cần đến cơ sở kết hợp, chúng đều có những chức năng giống nhau và dựa trên hệ thống peer-to-peer. Ví dụ, người dùng có thể dùng 1 chiếc ví để tìm chìa khóa thất lạc và ngược lại, hoặc dùng điện thoại di động để tìm điều khiển tivi. Ngoài ra, vì mỗi người có thể truyền tín hiệu riêng của mình, key finder có thể trả lời bằng tiếng beep hoặc nhấp nháy.

## Tính năng
+ Tìm đồ vật nhanh chỉ bằng một tiếng huýt
+ Móc tròn giúp gắn vào chìa khóa nhà, khóa xe, để trong túi xách hay gắn vào đồ vật khác
+ Âm thanh to, rõ ràng cùng đèn LED nhấp nháy giúp tìm đồ vật dễ dàng ngay cả trong bóng tối.

## Thông số kỹ thuật của 1 sản phẩm tiêu biểu
Chủng loại	Electronic Key Finder,Whistle Key Finder	
Chất liệu	Plastic,Plastic, ABS, Stainess Steel Keyring
Loại nhựa	ABS
Xuất xứ	Guangdong China (Mainland)
Quảng Đông, Trung Quốc (Đại Lục)
Nhãn hiệu	AGETOY	
Kích cỡ	57*30*15mm
Cấp giấy chứng nhận	ROHS,CE,EN71,SGS
Loại pin:	A27 X 2PCS
Tần số	433.92 MHz or 303.875 MHz	
Âm thanh	80-95 dB	
Khoảng cách:	50~80 feets
Thời lượng pin	1~3 months	
Logo	In, giấy nhãn dán với lớp phủ epoxy	
Weight	 13g

## Kinh nghiệm của người dùng Key finder
Một thiết bị tìm kiếm phải được gắn vào các thiết bị mà bạn cần tìm khi chúng bị mất. Và bạn chỉ cần làm hành động như vỗ tay hoặc nhấn nút để tìm kiếm chúng. Các chức năng cơ bản nhất của 1 thiết bị tìm kiếm key finder là kêu tiếng beep, nhấp nhánh ánh đèn hoặc bằng cách nào đó hướng dẫn người dùng tìm các vật bị thất lạc.
Key finder là sản phẩm rất sáng tạo, mới lạ và thực sự hiệu quả với người sử dụng, đặc biệt với những người hay bị quên và mất chìa khóa.

## Lĩnh vực có thể dùng key finder
- Bệnh viện - Key finders có thể được sử dụng để triệu tập mọi người bằng cách gắn một công cụ tìm chìa khóa cho một người như một y tá trong khoa.
- Du lịch  - Key Finders có thể được đặt trong hành lý hoặc vật dụng cá nhân (hộ chiếu, thuốc men, hoặc máy ảnh hoặc điện thoại di động hoặc máy tính) để đảm bảo họ không bị bỏ lại phía sau hoặc ở sai vị trí trong khi đi du lịch.
- Nhà hàng  - Khách hàng quen có thể được gọi trở lại nhà hàng khi bữa ăn hoặc chỗ ngồi của mình đã sẵn sàng.